# Pillowman
The Pillowman - Omul-Pernă - piesă de teatru scrisă de dramaturgul britanic Martin McDonagh (The Beauty Queen of Leenane).

## Subiect
Într-un stat totalitar fictiv, Katurian, un scriitor de povestiri scurte deosebit de sinistre (majoritatea având ca personaje principale copii), este arestat și interogat de doi detectivi, Tupolski și Ariel. Katurian este suspectat de o serie de crime sângeroase care par inspirate din poveștile sale, la care se pare că l-a avut drept complice pe fratele său cu probleme psihice, Michal. În cele din urmă, Katurian decide că poveștile sale trebuie salvate cu orice preț, chiar dacă acest lucru i-ar pricinui moartea.
Acțiunea piesei se desfășoară pe două planuri alternative – cel real, reprezentat de interogatoriul propriu-zis, construit sub forma unei comedii negre foarte bine construite, brutale și emoționante în același timp – și cel fabulos, al poveștilor lui Katurian (una dintre acestea dând chiar titlul piesei, Omul-Pernă), care prind viață pe scenă. Lumea reală și cea fantastică se împletesc, desfășurarea acțiunii îl ține pe spectator cu sufletul la gură prin succesive răsturnări de situație, iar alternanța între brutal și comic creează o stare perpetuă de neliniște și incertitudine. 

## Teme
Tema centrală a piesei este responsabilitatea creatorului și consecințele actului artistic. McDonagh nu încearcă să dea verdicte sau să găsească vinovați, nu împarte personajele în pozitive și negative – fiecare dintre cei patru protagoniști își dezvăluie pe parcurs atât trăsăturile profund umane, cât și latura întunecată a personalității – ci prezintă o situație de viață cu totul excepțională, pe care fiecare spectator o poate judeca după propriul set de valori. Același lucru este valabil și în cazul unei teme secundare ce se desprinde din text – copilăria traumatizantă, care nu se dorește a fi o scuză explicită  pentru acțiunile întreprinse de personaje, dar ridică totuși un semn de întrebare. 

## Personaje
KATURIAN K. KATURIAN - Scriitor de povești macabre, a cărui imaginație întunecată este rezultatul celor șapte ani din copilărie în care a auzit cum fratele său este torturat de părinți. La paisprezece ani, și-a omorât părinții și și-a continuat viața scriind povești și având grijă de fratele său.
TUPOLSKI - Unul dintre detectivii care îl anchetează pe Katurian. Rece, ironic și autosuficient, conduce ancheta fără scrupule și este preocupat în primul rând de finalizarea cazului decât de descoperirea vinovatului. 
ARIEL - Un detectiv violent care duce o luptă personală împotriva tuturor celor care ucid sau rănesc copii. Aparent o brută, el se dovedește, treptat, a fi mult mai empatic cu situația lui Katurian decât colegul său.
MICHAL - Fratele mai mare al lui Katurian, labil psihic ca urmare a torturii la care a fost supus în copilărie. Trăiește în lumea poveștilor scrise de fratele său și confundă planul real cu cel fantastic.
MAMA, TATĂL, BĂIATUL, FATA - Personaje din poveștile narate de Katurian.